# Brandon (Dakota du Sud)
Pour les articles homonymes, voir Brandon.
Brandon est une ville située dans le comté de Minnehaha, dans l’État du Dakota du Sud, aux États-Unis, à l’est de Sioux Falls, dont elle est la principale banlieue. Sa population s’élevait à 8 785 habitants lors du recensement de 2010, estimée à 9 923 habitants en 2016.

## Géographie
Selon le Bureau du recensement des États-Unis, la municipalité s'étend en 2010 sur une superficie de 5,40 milles carrés (13,99 km2), dont 0,03 mille carré (0,08 km2) d'étendues d'eau.

## Histoire
Brandon doit son nom à une famille de pionniers du comté.

## Démographie
| 1950 | 1960 | 1970  | 1980  | 1990  | 2000  |
| ---- | ---- | ----- | ----- | ----- | ----- |
| 200  | 696  | 1 431 | 2 589 | 3 545 | 5 693 |

| 2010  | - | - | - | - | - |
| ----- | - | - | - | - | - |
| 8 785 | - | - | - | - | - |